# Elkton (Oregon)
Elkton az Amerikai Egyesült Államok északnyugati részén, Oregon állam Douglas megyéjében, a 38-as és 138-as utak kereszteződésében, az Interstate 5-től 32 km-re-, Draintől pedig 23 km-re nyugatra helyezkedik el. A 2010. évi népszámláláskor 195 lakosa volt. A város területe 0,67 km², melyből 0,08 km² vízi.

## Történet
A települést 1850 augusztusában a Klamath expedíció alapította az Umpqua folyó mentén, a Szarvas-patak torkolatánál fekvő Umpqua-erődnél. A közösség postahivatala 1851. szeptember 26-án nyílott meg, városi rangot pedig 1948. november 4-én kapott.

## Éghajlat
| Hónap                         | Jan.  | Feb.  | Már. | Ápr. | Máj. | Jún. | Júl. | Aug. | Szep. | Okt. | Nov. | Dec.  | Év    |
| ----------------------------- | ----- | ----- | ---- | ---- | ---- | ---- | ---- | ---- | ----- | ---- | ---- | ----- | ----- |
| Rekord max. hőmérséklet (°C)  | 21,1  | 24,4  | 26,7 | 33,9 | 38,9 | 39,4 | 42,2 | 41,7 | 39,4  | 45,6 | 23,3 | 20,6  | 45,6  |
| Átlagos max. hőmérséklet (°C) | 10,0  | 12,8  | 15,0 | 17,8 | 21,7 | 25,0 | 28,9 | 29,4 | 26,7  | 20,0 | 12,2 | 8,9   | 19,1  |
| Átlaghőmérséklet (°C)         | 6,7   | 8,1   | 9,7  | 11,7 | 14,8 | 17,2 | 20,0 | 20,3 | 18,1  | 13,6 | 8,6  | 6,9   | 13,0  |
| Átlagos min. hőmérséklet (°C) | 3,3   | 3,3   | 4,4  | 5,6  | 7,8  | 9,4  | 11,1 | 11,1 | 9,4   | 7,2  | 5,0  | 2,8   | 6,7   |
| Rekord min. hőmérséklet (°C)  | −14,4 | −15,6 | −3,9 | −2,8 | −2,8 | 1,1  | 3,3  | −4,4 | −1,1  | −3,9 | −8,9 | −18,0 | −18,0 |
| Átl. csapadékmennyiség (mm)   | 199   | 158   | 142  | 101  | 67   | 30   | 9    | 10   | 30    | 78   | 220  | 242   | 1286  |
| Forrás: The Weather Channel   |       |       |      |      |      |      |      |      |       |      |      |       |       |

## Népesség

### 2010
A 2010-es népszámláláskor a városnak 195 lakója, 85 háztartása és 58 családja volt. A népsűrűség 325 fő/km2. A lakóegységek száma 110, sűrűségük 183,3 db/km2. A lakosok 92,3%-a fehér,  1%-a indián,   2,1%-a egyéb, 4,6%-a pedig kettő vagy több etnikumú. A spanyol vagy latino származásúak aránya 8,7% (3,1% mexikói, 1% Puerto Ricó-i,  4,6% egyéb spanyol vagy latino származású.)
A háztartások 24%-ában élt 18 évnél fiatalabb. 53% házas, 12% egyedülálló nő, 3,5% egyedülálló férfi, 32% pedig nem család. 27% egyedül élt; 15%-uk 65 éves vagy idősebb. Egy háztartásban átlagosan 2,29 személy élt; a családok átlagmérete 2,78 fő.
A medián életkor 51,5 év volt. A város lakóinak 22%-a 18 évesnél fiatalabb, 1% 18 és 24 év közötti, 19%-uk 25 és 44 év közötti, 30%-uk 45 és 64 év közötti, 27%-uk pedig 65 éves vagy idősebb. A lakosok 48%-a férfi, 52%-a pedig nő.

### 2000
A 2000-es népszámláláskor  a városnak 147 lakója, 72 háztartása és 45 családja volt. A népsűrűség 245 fő/km2. A lakóegységek száma 82, sűrűségük 136,7 db/km2. A lakosok 94,6%-a fehér,     1,4%-a egyéb-, 4,1%-a pedig kettő vagy több etnikumú. A spanyol vagy latino származásúak aránya 4,1% (1,4% mexikói, 1,4% Puerto Ricó-i,  1,4% pedig egyéb spanyol/latino származású.)
A háztartások 15,3%-ában élt 18 évnél fiatalabb. 51,4% házas, 9,7% egyedülálló nő; 37,5% pedig nem család. 31,9% egyedül élt; 15,3%-uk 65 éves vagy idősebb. Egy háztartásban átlagosan 2,04 személy élt; a családok átlagmérete 2,49 fő.
A város lakóinak 15,6%-a 18 évesnél fiatalabb, 7,5% 18 és 24 év közötti, 22,4%-uk 25 és 44 év közötti, 28,1%-uk 45 és 64 év közötti, 22,4%-uk pedig 65 éves vagy idősebb. A medián életkor 46,3 év volt. Minden 100 nőre 93,4 férfi jut; a 18 évnél idősebb nőknél ez az arány 96,9.
A háztartások medián bevétele 27 188 amerikai dollár, ez az érték családoknál $34 792. A férfiak medián keresete $30 313, míg a nőké $15 385. A város egy főre jutó bevétele (PCI) $34 792. A családok 14,3%-a, a teljes népesség 24,7%-a élt létminimum alatt; a 18 év alattiaknál ez a szám 58,6%, a 65 évnél idősebbeknél pedig 4,8%.

## Fordítás
- Ez a szócikk részben vagy egészben  az   Elkton, Oregon című angol Wikipédia-szócikk ezen változatának fordításán alapul.  Az eredeti cikk szerkesztőit annak laptörténete sorolja fel. Ez a jelzés csupán a megfogalmazás eredetét és a szerzői jogokat jelzi, nem szolgál a cikkben szereplő információk forrásmegjelöléseként.